# Broch

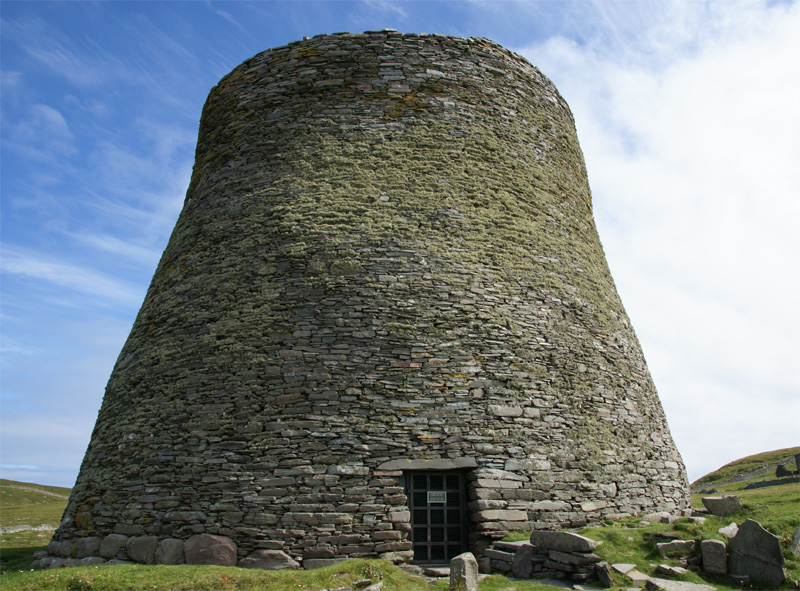
Mousa Broch, de best bewaard gebleven broch.

Een broch is een ronde, stenen toren, waarvan de muur bestaat uit twee concentrische wanden, soms meer dan 10 meter hoog. Deze bouwwerken, waarvan de functie onbekend is, stammen uit de ijzertijd. De meeste brochs zijn te vinden op de Orkneyeilanden, Shetlandeilanden en de regio Caithness van Schotland.

## Naamgeving en definities

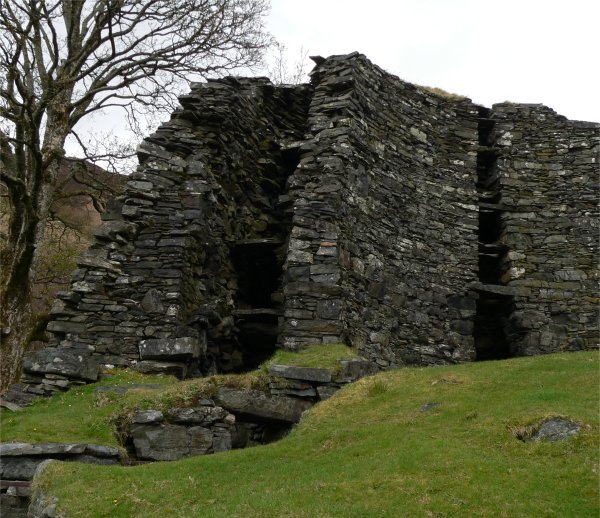
Dun Troddan, de dubbele wand van de muur is duidelijk zichtbaar.

De term broch komt van dezelfde stam als het woord burg, oftewel burcht. Deze term werd pas in 1872 als officiële benaming voor dit type bouwwerk ingevoerd, maar deze term kwam toen al in een groot aantal namen van brochs voor. Vermoedelijk stamt het woord uit het tijdperk van de Vikingen, aangezien in het Noors een burcht een borg wordt genoemd. Daarom wordt er wel gedacht dat sommige brochs nog ter verdediging werden gebruikt in de tijd van de Vikingen.
Een broch moet niet worden verward met een dun. Dat is een Gaelische term die een versterkte plaats aanduidt, waar echter niet per se een door mensen gemaakte structuur op hoeft te staan. In het verleden zijn veel versterkte plaatsen langs de westkust van Schotland aangeduid als duns, waaronder een aantal brochs, zoals Dun Telve en Dun Troddan. Deze namen waren bij de officiële invoering van de term broch al zo bekend, dat de namen niet meer zijn aangepast in latere tijd.
Verder zijn er ook wheelhouses, aisled roundhouses en Atlantic roundhouses. Deze komen in dezelfde regio's van Schotland voor als de brochs. Een wheelhouse is een rond gebouw met binnenin muren die er op de plattegrond uitzien als de spaken van een wiel; vandaar de naam. De binnenmuren komen echter niet in het centrum samen, er is een open ruimte in het midden. Een aisled roundhouse lijkt sterk op een wheelhouse, maar de binnenste muren komen niet tot aan de ronde buitenmuur. Het is in zo'n gebouw dus mogelijk volledig rond te lopen langs de binnenkant van de buitenmuur. De term Atlantic roundhouse betekent alleen een rond gebouw, gelegen in de Atlantische regio. In het verleden werd deze term gebruikt voor alle gebouwen die niet te classificeren waren als broch, wheelhouse of aisled roundhouse. In de 21e eeuw geeft een aantal archeologen er de voorkeur aan om Atlantic roundhouse als een overkoepelende term te gebruiken. De broch is daarvan dan een specifieke vorm. De broch is overigens de enige van deze bouwwerken die etages van steen heeft.
Sommige archeologen, zoals MacKie, beschreven rond 1960 semibrochs. Deze brochs zijn qua plattegrond niet zuiver rond, maar C-vormig. Ze worden alleen langs kusten aangetroffen. Nieuwere literatuur geeft aan dat dit vermoedelijk ronde brochs waren waarvan een gedeelte door de zee is weggeslagen.

## Periode
De oudste brochs dateren mogelijk al uit 600 v.Chr. De meeste brochs werden echter gebouwd tussen 100 v.Chr. en 100 na Chr. De Picten leefden voor een groot deel in hetzelfde gebied als de bouwers van de brochs. De brochs kunnen echter niet aangeduid worden als Pictic towers, zoals soms wordt beweerd. De oudste vermelding van de Picten stamt namelijk pas uit 297 na Chr. waardoor de Picten hooguit als afstammelingen van de brochbouwers kunnen worden gezien.

## Verspreiding

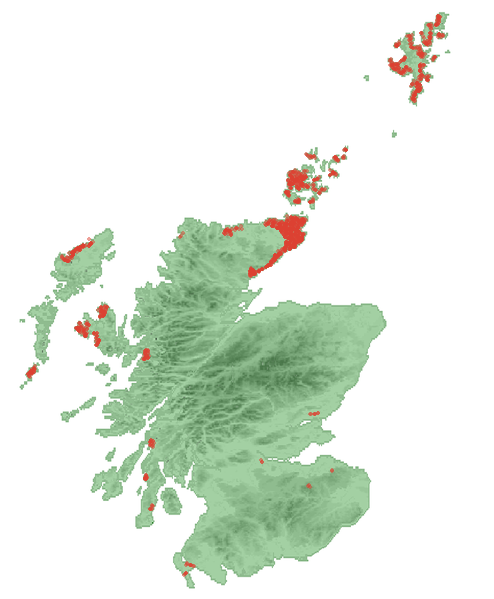
Globaal overzicht van de locaties van de brochs.

Brochs komen het meeste voor op de Orkneyeilanden, Shetlandeilanden, Caithness, Sutherland en de Hebriden (met name Skye). Er zijn echter ook meer zuidelijk in Schotland brochs te vinden, zoals in de regio van Stirling. De gebouwen zijn uniek voor Schotland.
Met name aan het einde van de 19e eeuw en het begin van de 20e eeuw is er veel onderzoek gedaan naar vergelijkbare structuren in andere landen. De enige structuren die volgens meerdere archeologen uit die tijd nog enigszins vergelijkbaar waren met een broch, waren de torens op Sardinië, die aldaar nuraghe genoemd worden. Het inwendige van een nuraghe is echter geheel anders dan het inwendige van een broch. Zo heeft een nuraghe meerdere vertrekken boven elkaar in het inwendige van de toren. Ook de periode waarin de beide structuren gebouwd zijn, is verschillend. De meeste nuraghi stammen namelijk uit de 6e eeuw v.Chr. en niet uit het begin van de jaartelling, zoals de meeste brochs. Men gaat er daarom tegenwoordig van uit dat er geen relatie is tussen de brochs en de nuraghi.
De meerderheid van de brochs ligt in de buurt van de kust. Precieze aantallen van de hoeveelheid brochs zijn niet te geven. Enerzijds zijn er veel verloren gegaan in de loop van de geschiedenis, anderzijds zijn sommige ruïnes nog onvoldoende onderzocht om te kunnen beoordelen of het om een broch, dun of een ander soort van Atlantic roundhouse gaat. Schattingen voor heel Schotland lopen uiteen van 374 tot 500.

## Bouw

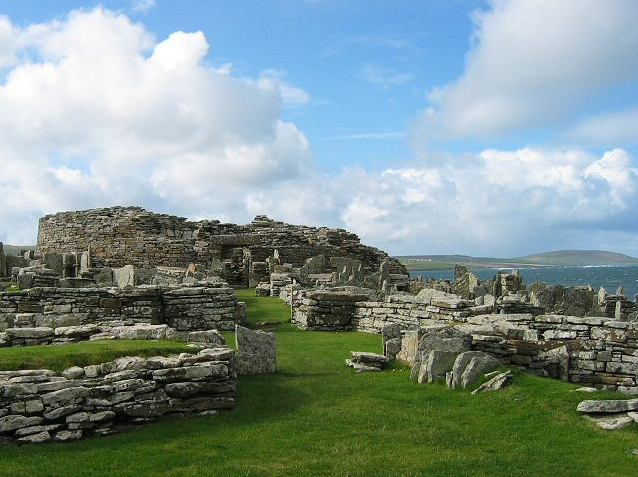
De Broch of Gurness staat niet alleen, maar wordt omgeven door een nederzetting.

Brochs komen zowel voor als losstaand bouwwerk en als onderdeel van een grotere nederzetting. In die laatste situatie blijkt vaak dat de nederzetting dan weer in latere tijden verder uitgebreid en aangepast is, inclusief de broch. In het geval van bijvoorbeeld Jarlshof is de broch niet het oudste gebouw, dit in tegenstelling tot Old Scatness. De opgravingen bij Old Scatness zijn echter nog niet afgerond.
Brochs verschillen van elkaar in diameter en in dikte van de muur. Ook het aantal vertrekken in de muur varieert. Hieronder worden de algemene kenmerken beschreven die in bijna alle brochs kunnen worden gevonden.

### Begane grond
Alle brochs worden gekenmerkt door een nagenoeg ronde plattegrond, waarbij er een ronde binnenplaats is, omgeven door een muur. De muren zijn opgebouwd met behulp van de droge steen-techniek. Dit wil zeggen dat de brochs zijn opgebouwd uit natuursteen, zonder gebruik te maken van bindende middelen, zoals cement of klei. De diameter van de open ruimte in het gebouw varieert in de meeste gevallen tussen de zeven en veertien meter. Er zijn echter ook grotere brochs, zoals Edin's Hall Broch die een inwendige diameter heeft van zeventien meter. De muur is over het algemeen 3,3 tot 5 meter dik.

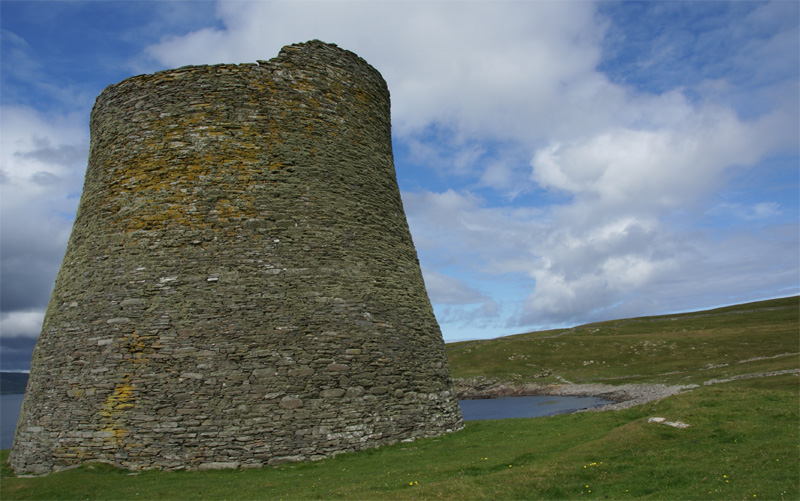
Mousa Broch wordt niet omgeven door een nederzetting.

Op het niveau van de begane grond bevindt zich één gang dwars door de gehele muur, die toegang biedt tot het inwendige van de broch. Deze toegang is meestal 0,75 tot 1,2 meter breed en ongeveer 1,6 meter hoog. De bovendorpel aan de buitenzijde van de broch kan variëren tussen een platte steen en een driehoekige steen. Halverwege de gang zijn meestal tekenen te vinden dat er een deur heeft gezeten. Deze deuren waren vermoedelijk van hout en zijn daardoor niet bewaard gebleven.
Tevens zijn er op de begane grond enkele kamers uitgespaard in de dikte van de muur. Deze kamers zijn door een deur te bereiken vanuit de ronde binnenplaats of vanuit de gang die toegang biedt tot de broch. Een kamer die direct op de gang uitkomt, wordt meestal aangeduid als guard cell, oftewel de ruimte van de bewakers. De eigenlijke functie van deze kamers is echter onbekend.
Er zijn twee varianten in de brochs te onderscheiden. De ene variant betreft brochs die in feite een volledig solide muur hebben op grondniveau (solid-based brochs). De hierboven beschreven kamers op de begane grond, zijn bij deze brochs uitsparingen in het binnenste van de solide muur. De tweede variant is minder algemeen. In deze brochs bestaat de muur op grondniveau reeds uit twee concentrische wanden. Deze bouw met twee parallel aan elkaar verlopende wanden met een open ruimte ertussen, is in alle brochs aanwezig bij de hogere etages (zie hieronder). Dit type broch wordt aangeduid als ground-galleried type. De meeste ground-galleried brochs zijn te vinden op de Hebriden, zoals Dun Mor Vaul. De ground-galleried brochs zijn structureel minder stabiel. Dit is duidelijk te zien in het geval van de Broch of Gurness. De instabiliteit werd al in de oudheid merkbaar, waarbij men dit heeft opgelost door de ruimte tussen de twee muren op grondniveau te vullen met stenen. Hierdoor werd de Broch of Gurness in tweede instantie toch een solid-based broch.

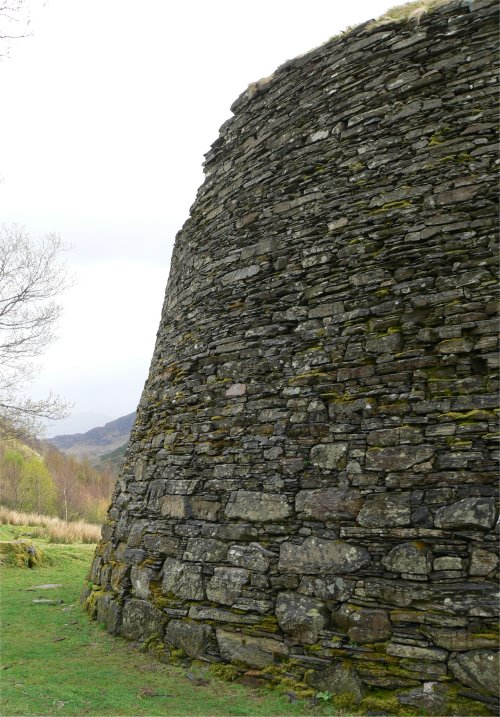
De buitenmuur van een broch loopt met een lichte hoek naar binnen toe, zoals hier bij Dun Troddan.

In de open ruimte van de broch is meestal een put of een container voor wateropslag te vinden. Het is echter mogelijk dat sommige putten pas later zijn aangebracht.

### Hogere etages
Van veel brochs zijn alleen nog ruïnes over die slechts één à twee meter hoog zijn. Voorbeelden hiervan zijn onder andere Edin's Hall Broch en de Broch of Culswick. Er zijn enkele brochs waarvan de muur nog aanzienlijk hoger is, zoals Mousa Broch (13,3 meter), Dun Telve (10 meter), Dun Carloway (9,2 meter), Dun Troddan (7,6 meter) en Dun Dornaigil (6,7 meter). Deze beter bewaarde brochs liggen geografisch ver uiteen en hebben desondanks architectonisch duidelijke overeenkomsten. Men neemt dus aan dat deze kenmerken ook hebben gegolden voor de brochs die minder goed bewaard zijn gebleven. Het is echter ook mogelijk dat deze hoge brochs in het verleden al uitzonderingen waren.
De buitenwand van de brochs loopt met een flauwe hoek naar binnen toe, waardoor de buitenste diameter van het gebouw naar boven toe geleidelijk kleiner wordt. De muur aan de binnenzijde loopt wel verticaal omhoog. De dikte van de muur is door deze bouw dus bovenaan dunner. Zoals hierboven beschreven is bij de meeste brochs de muur op grondniveau solide (met uitzondering van de kleine kamers die in de muur zijn uitgespaard). Op de hogere niveaus bestaat de muur van de broch echter uit twee parallelle wanden met een ruimte ertussenin. In deze ruimte bevinden zich meestal een of meer trappen. De trappen beginnen in een van de kamers op grondniveau. Doordat de buitenmuur scheef naar binnen toe loopt, wordt de ruimte tussen de twee wanden naar boven toe steeds nauwer. In Dun Carloway en Dun Telve wordt de ruimte bovenaan zo smal, dat hier geen volwassen persoon meer tussen past. Alleen bij de Mousa Broch is de ruimte tot bovenaan breed genoeg om toegankelijk te blijven. De twee wanden worden meestal op meerdere niveaus met elkaar verbonden door enkele platte stenen, waardoor er galerijen ontstaan.
Aan de gehele buitenzijde is bijna altijd slechts één opening in de muur te vinden, namelijk de ingang. Enkel de Clickimin Broch heeft drie ingangen. Deze broch bevond zich echter op een klein eiland, dat in zijn geheel ommuurd was. Aan de binnenzijde van alle brochs bevinden zich meerdere openingen in de muur. Naast de ingang van de broch, bevinden zich op het grondniveau namelijk ook de openingen naar de kamers in de muur. Verder is er op enkele plaatsen in de muur een reeks openingen (wall voids) te vinden die zich precies boven elkaar bevinden over de gehele hoogte van de muur. Naar boven toe worden deze openingen geleidelijk kleiner. Deze openingen geven toegang tot de ruimte tussen de twee wanden van de muur van de broch.
Aan de binnenzijde van een broch zijn vaak een of meer ringen van uitstekende stukken steen te zien in de muur, die suggereren dat er op dat niveau een houten structuur tegen de muur bevestigd heeft gezeten. In sommige brochs ontstaat zo'n ring doordat de binnenste muur op één niveau abrupt naar binnen gaat, waardoor er een richel ontstaat. Meestal bevindt de onderste ring zich op een hoogte van twee tot drie meter boven de grond. Een dergelijke stenen ring wordt met scarcement ledge aangeduid.

### Hypotheses over de bouw
Van alle brochs zijn alleen de stenen overgebleven. Men weet daarom niet of er altijd houten constructies aanwezig zijn geweest. In de 19e eeuw waren er meerdere archeologen die ervan uitgingen dat de brochs vloeren op enkele etages hadden. Echter, er zijn geen duidelijke openingen in de muren te vinden die suggereren dat er balken in de muur hebben gezeten voor een vloer. Bovendien zouden de onderste etages geen licht hebben, behoudens van vuren, terwijl er door houten vloeren tussen de etages geen afvoer kon zijn van rook. De scarcement ledges, zoals hierboven beschreven, geven daarentegen aan dat er mogelijk wel etages in de broch hebben gezeten.

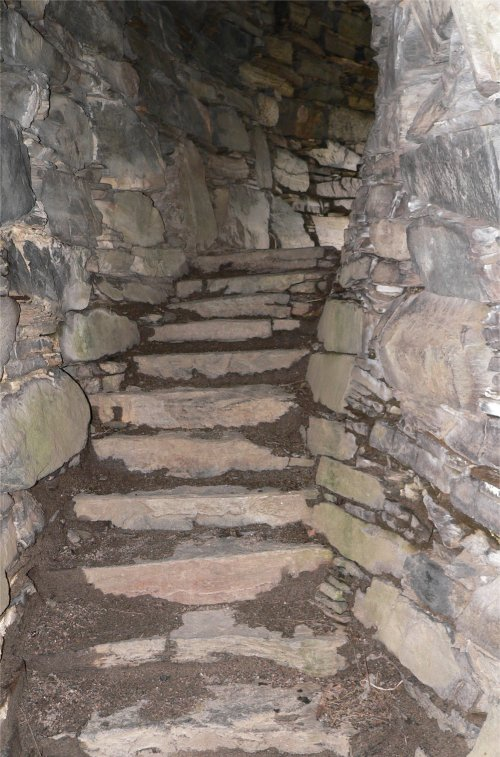
De trap tussen de twee wanden in Dun Troddan.

Men gaat ervan uit dat de brochs een dak hadden, dat de gehele bovenzijde van de broch bedekte. Sommige archeologen menen dat het dak steunde op de scarcement ledges. Dit zou echter betekenen dat de stenen muren nog enkele meters rondom het dak omhoog staken. In een dergelijke constructie is er geen manier om regen en sneeuw van het dak af te voeren, waardoor er lekkages zouden kunnen ontstaan en er een groot gewicht op het dak kwam bij hevige sneeuwval. Deze constructie ligt dus niet voor de hand. Het dak zal vermoedelijk boven op de broch hebben gezeten. Mogelijk rustte het dak op de binnenste van de twee wanden, terwijl verplaatsing van het dak voorkomen werd door de buitenste wand, die dan iets hoger zou moeten zijn geweest.
Er zijn ook meerdere theorieën over de reeks verticale openingen in de binnenste wand. Aanvankelijk werd aangenomen dat dit diende om het gewicht van de muur te verkleinen, waardoor het gebouw steviger werd. Ook werd gesuggereerd dat deze openingen dienden om meer licht tussen de twee wanden te krijgen, waardoor je daglicht bij de trap kreeg. Beide ideeën lijken niet aannemelijk. Ten eerste zorgt een verticale rij openingen over de gehele hoogte van de broch voor een potentiële zwakke plek, waarlangs de muur over de gehele lengte zou kunnen breken. Verder reiken de openingen ook naar de delen tussen de twee muren die te smal zijn om toegankelijk te zijn voor volwassenen. Daglicht in een dergelijk deel van de broch is dus niet zinvol. De vraagstukken rondom deze openingen, lijken gerelateerd te zijn aan vraagstukken over het nut van de open ruimte tussen de twee wanden van de hogere brochs. Een recente hypothese suggereert dat de open ruimte tussen de muren werkte als een buffer tegen het klimaat buiten de broch. Het zou dus om een soort spouwmuur gaan. De openingen zouden dan dienen om warme lucht tussen de muren te krijgen en het vocht (van onder andere regen) te beperken tot de binnenzijde van de buitenste muur.

## Vondsten

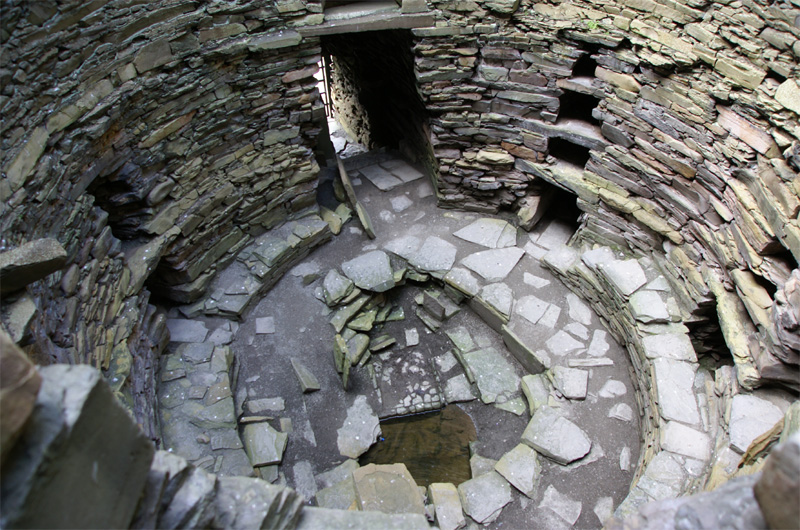
Het interieur van Mousa Broch. In het centrum bevindt zich een put. Verder is in de muur op gelijke hoogte als de bovenzijde van de ingang een dunne richel uitstekende stenen zichtbaar (scarcement ledge).

Er zijn geen geschreven teksten gevonden in de brochs. Wel zijn er gebruiksvoorwerpen aangetroffen in verschillende brochs, onder andere weefkammen, naalden, spelden en bewerkte platte stenen. Veel gebruiksvoorwerpen waren van bot gemaakt, op de Orkney- en Shetlandeilanden vaak walvisbot. Verder zijn er potscherven gevonden, doorgaans van kookpotten. Soms bleek het aardewerk echter van latere datum te zijn. Het aardewerk laat verschillen zien tussen de regio's. Het is over het algemeen rijk versierd.
IJzeren en bronzen voorwerpen zijn vermoedelijk in de loop van de tijd vergaan, uiteraard net als houten en leren voorwerpen en textiel. Naast de gebruiksvoorwerpen zijn er ook resten van vee en wild gevonden, zoals schapen, koeien, varkens en herten. De vondsten suggereren dat de bewoners van de brochs met name leefden van landbouw en visserij.
Voorwerpen of structuren die geassocieerd kunnen worden met een religieuze functie zijn niet tevoorschijn gekomen. Zelfs graven van de bewoners van de brochs zijn niet gevonden. Wel zijn er hier en daar menselijke resten opgegraven.

## Onopgeloste vraagstukken

### Oorsprong

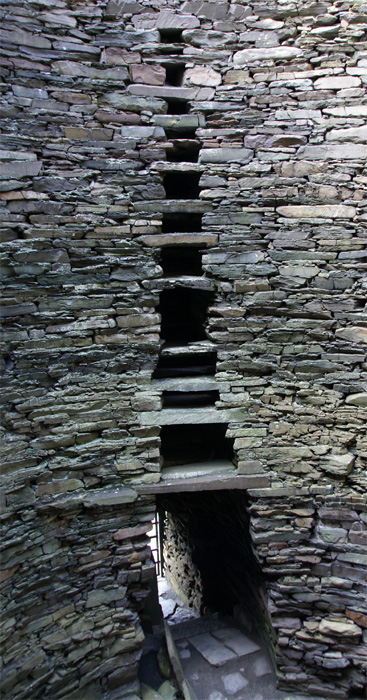
De wall voids in de binnenmuur van Mousa Broch.

We weten nog steeds niet waar het architectonische idee vandaan kwam. Aanvankelijk werd door archeologen gedacht, dat brochs bouwwerken van een ander volk waren, dat zich nieuw in de regio had gevestigd en zijn architectuur-ideeën had meegenomen. Aanhangers van deze zienswijze worden aangeduid als diffusionisten. Tegenwoordig gaan archeologen er veelal van uit dat het idee ontwikkeld is door de lokale bevolking, mogelijk voor een klein deel geïnspireerd door migranten of door inzichten die via bijvoorbeeld handelscontacten verspreid raakten.

### Functie
De functie van de brochs is nog onduidelijk. De bouw met hoge muren en slechts één ingang suggereert een verdedigende functie, bijvoorbeeld tegen invallers die vanaf schepen het land kwamen plunderen. Voor een langdurige belegering waren de brochs niet geschikt door hun beperkte levens- en opslagruimte. De watervoorzieningen in de meeste brochs zijn onvoldoende om mensen voor langere tijd van water te voorzien. Verder was het dak niet gemakkelijk toegankelijk voor de mensen in de broch, want zoals beschreven bij de bouw van de hogere etages, was alleen bij Mousa Broch de ruimte tussen de twee wanden van de muur tot bovenaan breed genoeg om een trap erin te passen. Er was daarom vermoedelijk geen sprake van een borstwering, waar de verdedigers van de broch hun tegenstanders van bovenaf konden bestoken. Hierbij sluit aan dat de deur van de broch zich meestal pas halverwege de gang bevond, waardoor tegenstanders niet meer van bovenaf konden worden aangevallen als ze eenmaal in de gang voor de deur zaten. Tegenstanders zouden gemakkelijk een vuur hebben kunnen plaatsen voor de deur om zo de broch in te nemen. Sommige brochs liggen bovendien op plekken die strategisch moeilijk te verdedigen zijn. Zo ligt de broch Loch na Beirgh bijvoorbeeld op een klein eilandje, waarbij de nabijliggende kust hoog boven de broch uitkomt. Het is ook opvallend dat slechts bij enkele brochs tekenen van strijd gevonden zijn.
Een andere hypothese is dat brochs vooral bedoeld waren als het vaste onderkomen van een kleine nederzetting. Ook worden de brochs in de oudere literatuur wel gezien als kleine kastelen van plaatselijke landeigenaren. Als nederzetting of kasteel, zou de broch hebben kunnen dienen om indruk te maken op omliggende gemeenschappen of personen.
De ligging van de brochs maakt hun functie niet duidelijk. Veel brochs zijn te vinden in gebieden met goede landbouwgrond, maar er zijn eveneens brochs in gebieden met arme grond. Het feit dat de meeste brochs bij de kust liggen, maakt het aannemelijk dat de bewoners van de zee leefden. Sommige onderzoekers suggereren dat de brochs misschien bakens waren, mede omdat men vanuit een broch vaak een andere broch kan zien. De brochs zouden dan kunnen hebben gediend als vuurtorens om hun eigen schepen thuis te loodsen en als bakens om elkaar te waarschuwen voor naderende tegenstanders.

## Afbeeldingen

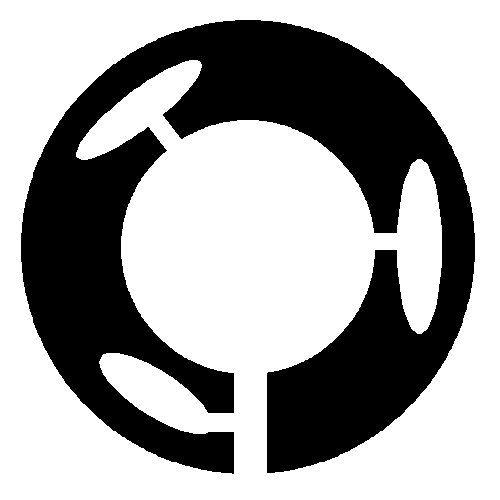
Plattegrond van een solid-based broch met drie kamers in de dikte van de muur. De kamer die rechtstreeks op de gang uitkomt, zoals hier linksonder, wordt aangeduid als guard cell.
Dwarsdoorsnede van een solid-based broch. De muur op het niveau van de begane grond bestaat uit een solide muur.
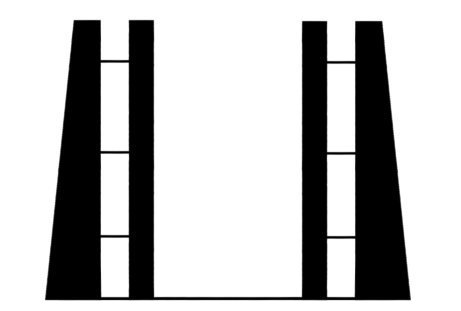
Dwarsdoorsnede van een ground-galleried broch. De muur bestaat op het niveau van de begane grond reeds uit twee wanden.
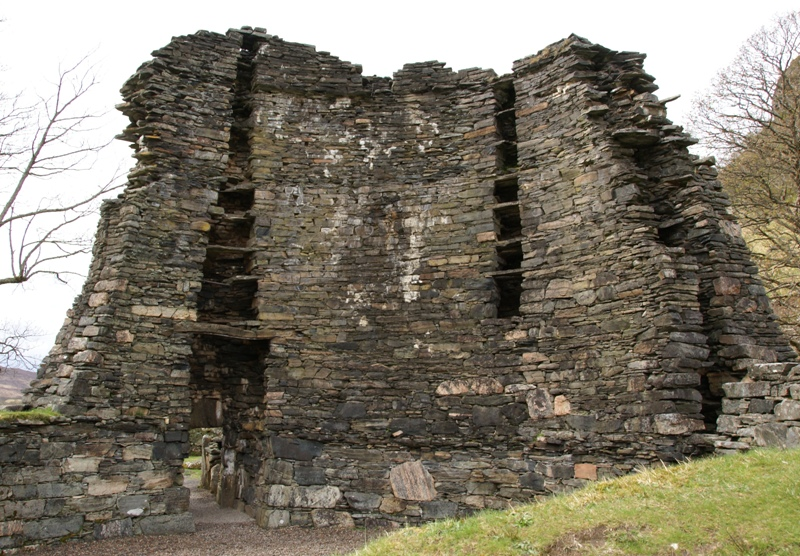
Dun Telve. De twee verticale reeksen van openingen (wall voids) aan de binnenzijde zijn zichtbaar, evenals de dubbele wand van de muur.
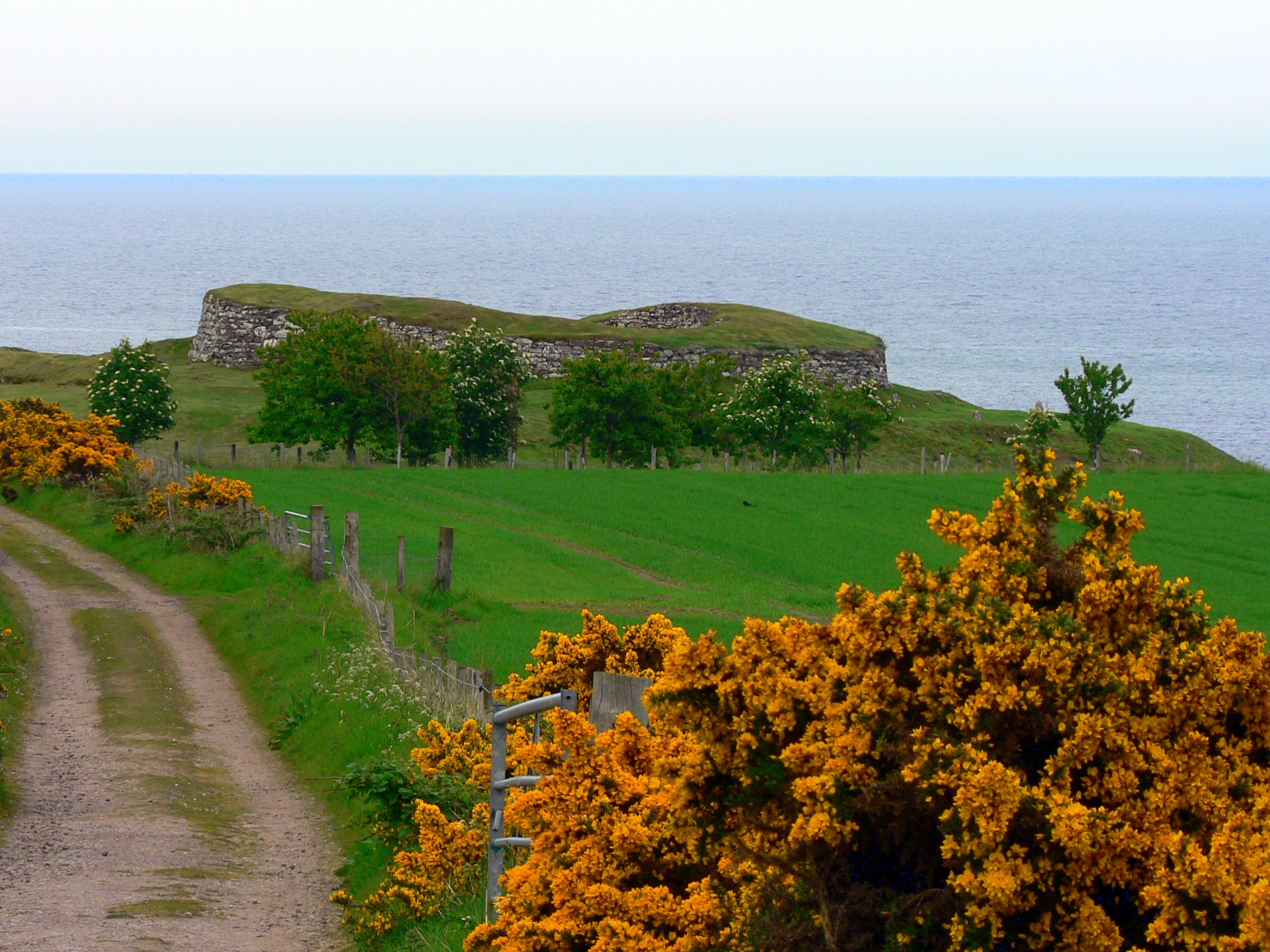
Van Carn Liath is alleen de onderste etage overgebleven, waardoor zichtbaar wordt dat deze etage een solide muur heeft.
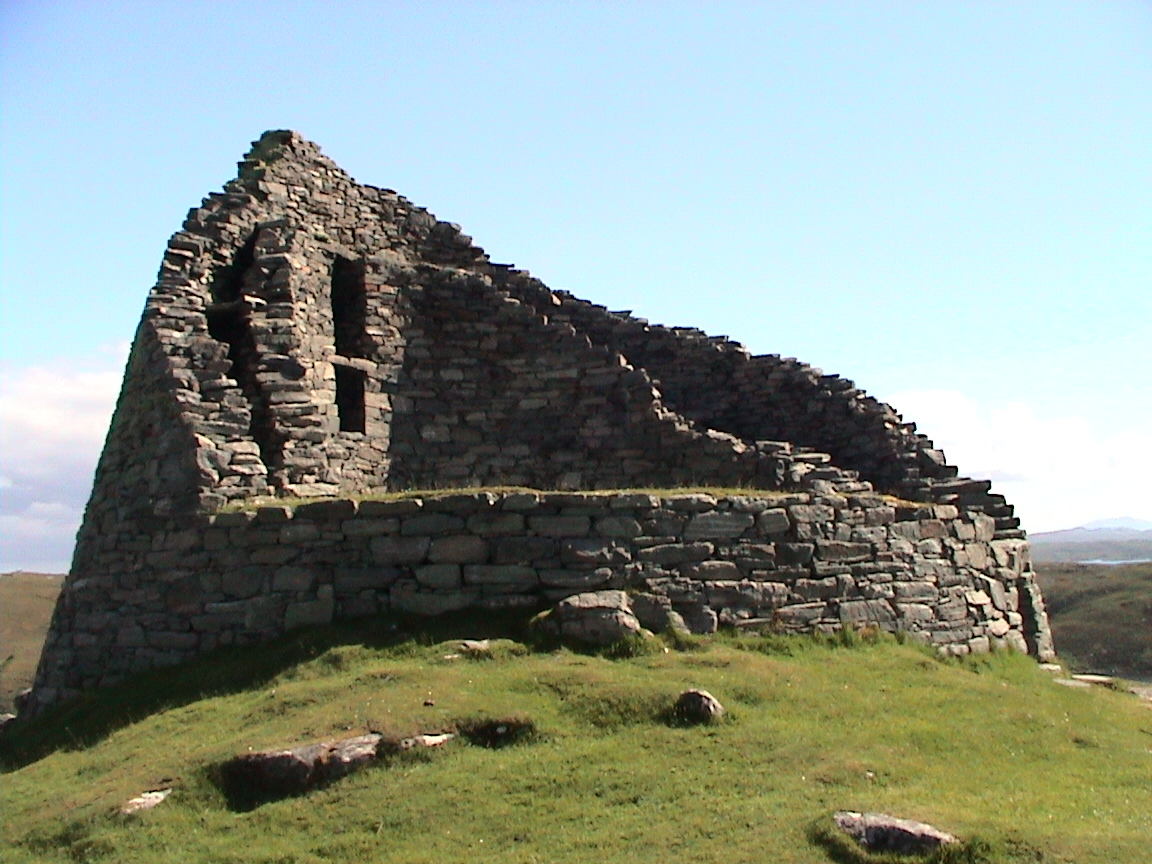
Dun Carloway, ook hier wall voids en een dubbele muur (boven de begane grond).